# Damian Chmiel
Damian Chmiel (ur. 6 maja 1987 w Wadowicach) – polski piłkarz występujący na pozycji pomocnika. Jest autorem najszybciej zdobytego gola w rozgrywkach Ekstraklasy – 12 kwietnia 2014 roku w meczu z Wisłą Kraków zdobył bramkę w 11. sekundzie spotkania.

## Kariera
Chmiel jest wychowankiem klubu Znicz Sułkowice-Bolęcina, uczestniczącego w regionalnych rozgrywkach piłkarskich województwa małopolskiego. W 2006 roku przeniósł się do Zapory Porąbka, z którą wywalczył awans do IV ligi śląskiej. Po dwóch latach podpisał kontrakt z pierwszoligowym Podbeskidziem Bielsko-Biała. Przez kolejne sezony nie przebił się na dłużej do pierwszej drużyny Górali. Rundę jesienną sezonu 2008/2009 spędził na wypożyczeniu u lokalnego rywala – BKS-u Stal (III liga), zaś w rundzie wiosennej sezonu 2009/2010 grał w Pelikanie Łowicz (II liga).
W sezonie 2010/2011 Chmiel wywalczył z Podbeskidziem historyczny awans do Ekstraklasy. W kolejnym sezonie został jednak ponownie wypożyczony, tym razem do pierwszoligowego GKS-u Katowice. 18 sierpnia 2012 roku zadebiutował w barwach Górali w najwyższej klasie rozgrywkowej w Polsce.